# Sadeq Larijani
Sadeq Ardeshir Larijani (em persa: صادق اردشیر لاریجانی; nascido em 12 de março de 1963), mais conhecido como Amoli Larijani (em persa: آملی لاریجانی), é um iraniano estudioso, político conservador e atual Presidente do Conselho de Discernimento de Conveniência. foi chefe do poder judiciário do Irã após a revolução de 1979.

## Vida pessoal e educação
Ele nasceu em 1954 Solar (1963) em Najaf, filho de pais iranianos. Seu pai, o aiatola Mirza Hashem Amoli, foi um eminente Mujtahid de sua época que trabalhou em Najaf após ser exilado por Mohammad Reza Shah. A família se mudou para o Irã após a Revolução Iraniana em 1979. Larijani se familiarizou com as ciências religiosas e modernas desde criança. Ele iniciou a escola primária em 1346 Solar (1966) e concluiu o ensino médio em 1360 Solar (1981). Após o ensino médio, começou seus estudos no seminário em Qom. Concluiu seus estudos no seminário em 1368 Solar (1989) e então começou a ensinar tanto no seminário quanto na universidade. Ele se tornou membro do corpo docente da Universidade de Qom e ministrou muitos cursos em teologia e filosofia comparada. Larijani é irmão de Ali Larijani (Presidente do Majlis anterior), Mohammad Javad Larijani, Bagher Larijani (Reitor da Universidade de Ciências Médicas de Teerã), e Fazel Larijani (ex-adido cultural do Irã em Ottawa).

## Carreira
Larijani serviu como um dos 12 membros do Conselho dos Guardiões da República Islâmica do Irã por oito anos. Descrito como "relativamente júnior" ou "clerigo inexperiente" com "laços próximos com os militares e agências de inteligência do Irã", ele foi nomeado chefe do poder judiciário do Irã pelo líder supremo Ali Khamenei em 14 de agosto de 2009.
Segundo o principal advogado de direitos humanos iraniano Mohammad Seifzadeh, o chefe do sistema judiciário iraniano deve ser um Mojtahed com experiência significativa na área. Larijani, no entanto, não era nem um jurista experiente nem um clérigo de alta posição e carregava o título de Hojjat-ol Eslam até alguns meses antes de sua nomeação para o cargo. O mandato de Larijani como Chefe do Judiciário foi marcado por críticas severas, incluindo seus ataques ao presidente iraniano Mahmoud Ahmadinejad.